# 韦瓦克
韦瓦克（英语：Wewak）巴布亚新几内亚东塞皮克省省会，是马当与印尼查雅普拉之间最大的城镇，位于新几内亚岛北部沿海，濒临俾斯麦海的西北侧，是巴布亚新几内亚北部地区的主要港口之一。

## 历史
1943年至1945年期间，韦瓦克是二战日军在新几内亚大陆的空军基地。该基地多次遭到澳大利亚与美国空军的轰炸，其中最大的一次发生在1943年8月17日。城市西面的沃姆角半岛（Cape Wom）是日军投降的地方，现已建起了一个小型的战争纪念馆，日军修建的机场如今仍在使用中。1945年8月，两场日本战犯审判会在韦瓦克附近地区进行，其中一人被判死罪（后又改为5年苦役），其余均无罪释放

## 地理

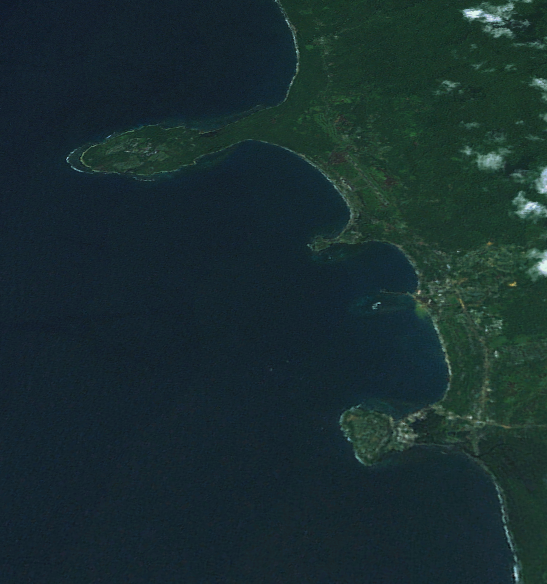
空中俯瞰韦瓦克市中心以及海岸线

城镇的老城区位于一个小半岛上，其他的一些城区建在高山与海洋之间狭长的海岸上。城镇的东部的半岛地区是宝蓝医院（Boram Hospital）以及韦瓦克国际机场的所在地。

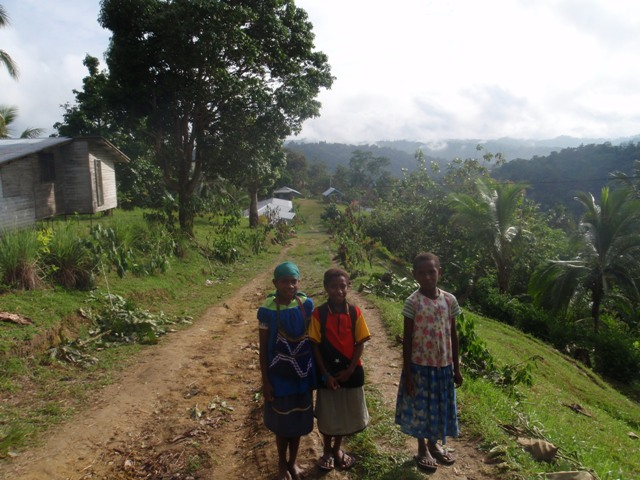
韦瓦克附近村庄

## 交通
塞皮克河沿岸有公路连接安沟润（Angoram）、丁邦克（Timbunke）、帕圭（Pagui）三个村镇，但路况时常不佳。另外，沿岸有一条往西的高速公路通向埃塔佩和桑道恩省省会瓦尼莫。